# Xian de Longling
Le xian de Longling (龙陵县 ; pinyin : Lónglíng Xiàn) est un district administratif de la province du Yunnan en Chine. Il est placé sous la juridiction de la ville-préfecture de Baoshan.

## Démographie
La population du district était de 263 559 habitants en 1999.